# Бойко Олена Олександрівна
Олена Олександрівна Бойко (нар. 3 січня 1933, Київ) — українська видавчиня, відзначена державними орденами.

## Життєпис
У 1954 році закінчила Київський педагогічний інститут іноземних мов. Протягом 1961—1967 років працювала у видавництві «Зовнішторгвидав». У 1967—1969 — очолювала групу у відділі науково-технічної інформації Інституту надтвердих матеріалів АН УРСР. З 1969 по 1973 рік — завідувачка редакції видавничого об'єднання «Вища школа». Із 1973 року обіймала посаду директора видавництва при Київському університеті (тепер — видавництво «Либідь»), яке стало одним із провідних спеціалізованих видавництв України з випуску навчальної, довідкової та наукової літератури.

## Відзнаки
- Орден «Знак Пошани» (1982)
- Орден княгині Ольги III ступеня (1999).